# Телерик
Телерик е българска софтуерна компания, основана през 2002 г.

## Софтуерна академия „Телерик“
Към компанията функционира софтуерна академия „Телерик“, която предлага безплатно обучение за софтуерни инженери по основи на програмирането, езици като C#, HTML, CSS и JavaScript, съвременни технологии за създаване на мобилни, уеб и десктоп приложения, осигуряване на качеството, личностни и бизнес умения.

## Придобиване от Progress Software
На 22 октомври 2014 г. е придобита от компанията Progress Software за 262,5 млн. долара. Сделката е определена като една от най-големите в корпоративната история на България за частна фирма, която е създадена и развита самостоятелно от български предприемачи.
Купувачът Progress Software е базирана в Бедфорд, Масачузетс компания, която е създадена от студенти в Масачузетския технологичен институт. Сделката по придобиването на българската компания е най-голямата в историята на компанията. Списание „Форбс“ определя дадената цена като висока, но оправдана. Тази цена е малко над четири пъти приходите на „Телерик“ за последната година преди придобиването: 60 млн. долара при растеж на клиентите за последната година от 20%. Според експерти стойността е средната при подобни сделки в софтуерния сектор.